# بورسوکووکا
بورسوکووکا (به لهستانی:  Borsukówka) یک روستا در لهستان است که در گمینا دوبژنگوو دوژه واقع شده‌است. بورسوکووکا ۲۶۰ نفر جمعیت دارد.